# Blich (Łowicz)
Blich – dawna wieś, od 1954 północna część miasta Łowicza obejmująca swym zasięgiem tereny wzdłuż ulicy Blich, równolegle do rzeki Bzury (nad jej północnym brzegiem).

## Historia
Dawniej samodzielna miejscowość (folwark). Od 1867 w gminie Kompina. W okresie międzywojennym należał do powiatu łowickiego w woj. warszawskim. 20 października 1933 utworzono gromadę Małszyce w granicach gminy Dąbkowice, składającą się ze wsi Małszyce i folwarku Blich.  1 kwietnia 1939 wraz z całym powiatem łowickim przeniesiony do woj. łódzkiego.
Podczas II wojny światowej w Generalnym Gubernatorstwie, w powiecie Lowitsch w dystrykcie warszawskim. W 1943 wraz z Małszycami liczył 1073 mieszkańców.
Po wojnie powrócił do powiatu łowickiego w województwie łódzkim, nadal jako składowa gromady Małszyce, jednej z 18 gromad gminy Kompina.
W związku z reorganizacją administracji wiejskiej jesienią 1954, osadę Blich (a także przyległe: kolonię Korab-Bzura, tereny wojskowe o obszarze 41 ha oraz tereny PKP o obszarze 3 ha) wyłączono z gromady Małszyce w gminie Kompina i włączono do Łowicza.